# 黃高啟
黃高啟（越南语：／；1850年—1933年9月22日），又名黃文啟，字東明，號泰川，晚年又號泰川休叟，越南阮朝官員，成泰帝輔政大臣。

## 生平
嗣德三年（1850年），黃高啟出生於廣平，出身籍貫河静省德壽府羅山縣越安總安全社東泰村（今河靜省德壽縣松影社）的一個書香門第，與潘廷逢是同鄉。黃高啟少年時代便以文章出名。嗣德二十一年（1868年），黃高啟參加戊辰科鄉試，考中乂安場舉人。嗣德二十八年（1875年），任禮部行走。次年（1876年），充禮部兼兵部司務。嗣德三十三年（1880年），補授河內省懷德府教授。嗣德三十四年（1881年），代理壽昌知縣。次年（1882年），實授壽昌知縣。嗣德三十六年（1883年），升補河內按察使。當時法國派兵侵略北圻，中國黑旗軍受邀與越南義軍抵抗法軍。但不久後，越南與法國簽署條約，成為殖民地，黑旗軍被阮朝下令驅逐。黃高啟配合法軍，擊退了河內省境內的黑旗軍和義軍。隨後黃高啟升授諒山省巡撫，配合法國軍隊鎮壓境內義軍。
同慶元年（1886年），黃高啟升任興安省巡撫，極力鎮壓境內勤王義軍，並因此獲贈金佩星，並擔任海陽、興安、北寧三省剿撫使。同慶二年（1887年），升署海安總督，並授法國榮譽軍團勳章（北斗佩星）。同慶三年（1888年），黃高啟充欽差大臣一職，率領大軍，對阮善述、謝現據守的海陽省荻林一帶展開圍攻。
成泰元年（1889年），黃高啟攻陷荻林，阮善述逃亡中國。阮春傑、提僑、梁三奇等周圍的義軍勢力投降。三月，黃高啟因功加太子少保銜。十一月，黃高啟又晉封為延茂子（越南语：／），同時授二項龍佩星。同年， 黃高啟在殖民政府授意下，寫信勸降潘廷逢，遭到潘廷逢嚴詞拒絕 。成泰二年（1890年），黃高啟前往葛婆島鎮壓當地義軍，結果大獲全勝。七月，黃高啟憑藉鎮壓義軍的功勞，升兵部尚書，充北圻經略使。成泰三年（1891年）十一月，黃高啟升署武顯殿大學士，同時憑藉殖民政府的保舉，以經略大使的身份加授輔政大臣銜。成泰四年（1892年）四月，實授武顯殿大學士。成泰八年（1896年）十月，晉封延茂伯（越南语：／）。

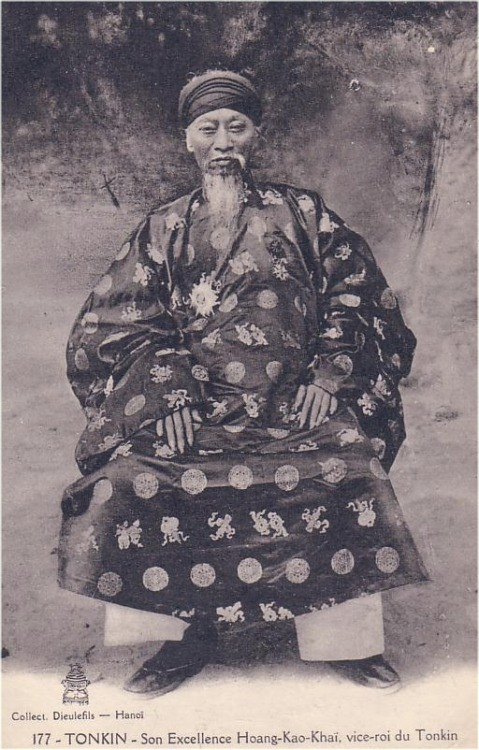
黃高啟

成泰九年（1897年）六月，阮朝撤罷北圻經略衙。黃高啟回到順化，充輔政大臣。八月，改加太子太傅銜。九月，機密院與輔政府合併為機密院，黃高啟任兵部尚書，充機密院大臣，仍充輔政大臣。成泰十一年（1899年）四月，晉封延茂郡公（越南语：／）。十月，兼領工部尚書一職。成泰十三年（1901年）十一月，升授文明殿大學士。
成泰十四年（1902年）十一月，黃高啟與輔政大臣延祿郡公阮紳政見不合，二人同時以年老為由，請求致仕，成泰帝厭惡二人相爭，同意二人致仕。黃高啟致仕後定居河內泰河邑，在家著書立說。
保大八年八月三日（1933年9月22日），黃高啓壽終於家中。追贈勤政殿大學士。

## 著作
黃高啟退休後，專心著書立說，著作頗豐，著有漢文著作《越史要》（又名《越南史要》）、國語字著作《越史鏡》。

## 子女
- 子黃孟致官至協佐大學士、南定總督
  - 孫黃嘉德，曾任南定總督
  - 孫黃嘉謨，1930年任永保知縣期間被殺
- 子黃仲敷官至武顯殿大學士、河東總督
- 子黃叔敘[4][5]
- 子黄嘉論[4][6]